# Гелда, Иван Антонович
Ива́н Анто́нович Ге́лда (бел. Іван Антонавіч Гелда 28 июля1897 — не ранее 22 мая 1946) — деятель белорусского коллаборационистского движения. Один из руководителей Белорусской партии независимости (БНП) и Белорусского батальона «Дальвитц».

## Биография

### Первая мировая война
Иван Антонович Гелда родился 28 июля 1897 года в белорусской семье в городе Белосток Российская империя. Имел брата Константина Гелду. В 17 лет, в 1914 году, завысив свой возраст на призывном пункте, ушёл воевать на фронт Первой мировой войны. Дослужился до младшего офицерского звания. После прихода к власти в России большевиков в октябре 1917 года Гелда присоединился к Белому движению и воевал в составе Северо-западной армии под командованием генерала Николая Юденича. Участвовал в боях в Эстонии и Петрограде. В начале декабря 1919 года перешёл в корпус под командованием Станислава Булак-Балаховича. В марте 1920 года участник сражения в Мозыре. После завершения военных действий остался на территории Западной Белоруссии.

### Межвоенный период
С середины 1920-х и по конец 1930-х был одним из руководителей подпольного Белорусского национального движения в Западной Белоруссии. Руководил тайной Белорусской крестьянско-рабочей грамадой. В январе 1927 года Иван Гелда был арестован польской полицией за антипольскую пропаганду вместе с ещё несколькими активистами партии. Однако сколько лет тюрьмы получил за это Гелда, неизвестно. Есть некоторые данные, что Иван Гелда в 1930-х поддерживал контакты с активистами тайной Коммунистической партии Западной Беларуси вплоть до её ликвидации в 1938 году.
В январе 1939 года Иван Гелда вместе с Василием Лукашиком и братом Константином Гелдой принял участие в съезде членов Белорусской крестьянско-рабочей грамады, на котором вместе со всеми решал вопросы деятельности партии на случай войны между Германией и Польшей, а также обсуждались приготовления к антипольскому восстанию, которое должно было пройти в сентябре 1939 года. В конце августа 1939 года Иван Гелда вновь был арестован польской полицией и приговорён к нескольким годам тюрьмы, но после вторжения в Польшу немецких войск был освобождён. В середине сентября 1939 он был вынужден бежать на территорию Польши по причине прихода красной армии в Западную Белоруссию и начала массовых репрессий против бывших участников Белого движения.

### Вторая мировая война
Летом 1941 года Гелда, вернувшись в Белосток, попытался с согласия оккупационной администрации создать националистическую организацию, но, так и не добившись разрешения, отказался от этой идеи. Осенью 1941 года стал членом организации «Белорусское национальное объединение» в Белостоке, однако не порвал связи с членами Белорусской рабоче-крестьянской грамады. В ноябре 1941 года, в Минске, вместе с Василием Лукашенко участвовал в съезде «грамадовцев», которых созвал командир городской вспомогательной полиции Юлиан Сакович. На собрании было принято решение готовиться к вооруженному выступлению в случае возвращения советской власти, а также начать сотрудничество с оккупационной администрацией с целью получения помощи и прикрытия. На съезде также была создана тайная «Белорусская Народная Грамада». После собрания вернулся в Белосток.
Летом 1942 года Гелда, находясь в Белостоке, завербовал более 20 белорусских юношей для отправки в школу офицеров вспомогательной полиции, которая должна была открыться в Минске. Однако им не удалось переправить их в Минск, так как по неизвестными причинам они не добились разрешения от оккупационной администрации.
В 1943 году Гелде было присвоено звание капитана вспомогательной полиции, и он был назначен командиром «Белорусского батальона вспомогательной полиции», насчитывавшего тогда 120 человек. Осенью 1943 года из Украины в Белосток для борьбы с партизанами был переведён батальон, собранный из украинских националистов (около 200 человек), которым пришлось поселиться в одних казармах с белорусами. Первое время все уживались спокойно, но вскоре Иван Гелда узнал, что украинцы грабят и избивают мирное население. На тайном совете было решено попросить у немцев разрешения включить в состав украинского батальона нескольких человек из белорусского, чтобы те контролировали их деятельность. Немцы дали своё согласие, что вызвало недовольство со стороны украинцев.
В мае 1944 года Гелда вместе с ещё более чем 20 бойцами своего батальона был арестован гестаповцами по обвинению в участии в подпольной Белорусской независимой партии. Несмотря на то, что Иван действительно являлся её членом, он всячески отрицал своё участие в ней, и в итоге, из-за отступления немцев с территории Беларуси, в 20-х числах июня 1944 года Гелда и все арестованные были выпущены на свободу. В самом конце июня того же года Гелда вновь появился в своем батальоне, где приказал бойцам готовиться к партизанской борьбе, однако лишь часть бойцов (около 50) выполнила его приказ, остальные сложили оружие. Не принимая участия во Втором Всебелорусском конгрессе, Гелда был повышен в звании до майора и в начале июля 1944 направлен в Восточную Пруссию для тренировки с целью партизанской борьбы в Белоруссии недавно собранного из коллаборационистов и националистов десантного батальона «Дальвитц».
Гелда был назначен командиром  батальона «Дальвитц» по прибытии в диверсионно-разведывательную школу. В октябре 1944 года остатки измотанного в боях Белорусского батальона вспомогательной полиции, которым ранее командовал Иван Гелда, были переброшены на помощь оборонявшимся частям Вермахта в Норвегии. Перед отправкой майор проведал своих бывших подчиненных. В феврале 1945 года введённый в состав БЦР Гелда, прибыл в Берлин, его заместителем в батальоне стал Всеволод Родзько.
В начале апреля 1945 года Гелда тайно покинул Берлин и присутствовал на съезде Белорусской партии независимости, на котором было решено из перекинутых в Белоруссию десантников «Дальвитца» создать «Белорусскую военную организацию», отдельную от уже существовавшей в то время антисоветской организации «Черный кот». 8 мая 1945 года почти весь батальон без боя был разоружён чешским антифашистским сопротивлением под Прагой.

### Арест и смерть
Небольшой группе бойцов вместе с Иваном Гелдой и Всеволодом Родзько удалось уйти из окружения и ещё месяц скрываться от усердно охотящихся на них органов госбезопасности СССР. 19 июня 1945 года при попытке тайно пробраться в Белоруссию для участия в антисоветском движении Гелда был арестован сотрудниками НКВД. Через неделю в Польше был арестован скрывающийся Родзько. За ним в течение нескольких месяцев арестованы: лейтенанты батальона братья Леонид и Юрий Луцкевичи, Иван (Янка) Гинько и др. Следствие по так называемому «Делу шестерых» длилось по май 1946 года. Всех обвиняемых признали виновными в создании антисоветской организации, пособничестве нацистам и государственной измене.
22 мая 1946 года суд Белорусского военного округа приговорил Гелду Ивана Антоновича и Родзько Всеволода Филаретовича к высшей мере наказания — смертной казни. Остальные были приговорены к 25 годам лагерей каждый. Спустя несколько дней (точная дата неизвестна) Гелда был публично повешен на центральной площади Белостока. Родзько был этапирован в Минск, где был расстрелян. Остальные осуждённые выпущены из заключения в 1956 году